# ماتيوس روسيتو
ماتيوس روسيتو (بالبرتغالية: Matheus Rossetto‏) (3 يونيو 1996 في البرازيل - ) هو لاعب كرة قدم برازيلي في مركز الوسط.

## روابط خارجية
- ماتيوس روسيتو على موقع الدوري الأمريكي (الإنجليزية)
- ماتيوس روسيتو على موقع قاعدة بيانات كرة القدم.إي يو (الإنجليزية)
- ماتيوس روسيتو على موقع Soccerway.com (الإنجليزية)